# Zagadka willi Róża
Zagadka willi Róża (bułg. Вила Роза) – bułgarski horror i dreszczowiec z 2013 roku, w reżyserii Martina Makariewa.
Premiera filmu miała miejsce w Bułgarii 20 grudnia 2013 roku.

## Fabuła
Akcja filmu rozgrywa się w górach Starej Płaniny. Wydarzenia toczą się wokół nierozwiązanej policyjnej sprawy, dotyczącej gości górskiej chaty, którzy stanęli twarzą w twarz z przerażeniem. Tajemnicza siła, która grasuje, śledząc ich w ciemności, gwałtownie puka do drzwi ich świadomości.

## Obsada
| Aktor            | Rola             |
| ---------------- | ---------------- |
| Kalin Wraczanski | Wasił Kiriłow    |
| Lidija Indżowa   | Nadeżda Kiriłowa |
| Elena Petrowa    | Teodora Złatewa  |
| Płamen Manasiew  | Georgi Asenow    |
| David Chokachi   | Steven Corth     |
| i inni           |                  |